# Glodianus areolatus
Glodianus areolatus là một loài tò vò trong họ Ichneumonidae.